# Protocalliphora peusi
Protocalliphora peusi is een vliegensoort uit de familie van de bromvliegen (Calliphoridae). De wetenschappelijke naam van de soort is voor het eerst geldig gepubliceerd in 1959 door Gregor & Povolný.